# TOKYOプリンセスタッグ王座
プリンセスタッグ王座は、東京女子プロレスが管理、認定している王座。

## 歴史
2017年8月12日、TOKYOプリンセスタッグ王座を創設。10月14日、東京女子プロレスラジアントホール大会の王者決定トーナメントで優勝した中島翔子&坂崎ユカ組が初代王者になった。
2019年7月16日、王座名をプリンセスタッグ王座に変更した。

## 初代王座決定タッグトーナメント
日程
- 2017年9月9日（1回戦）、9月16日（準決勝）、10月14日（決勝）

会場
- 新木場1stRING、ラジアントホール

出場タッグチーム
- みらクりあんず（中島翔子&坂崎ユカ） ※優勝
- マッスルストライカーズ（山下実優&才木玲佳）
- 婚勝軍（のの子&滝川あずさ）
- trick student（まなせゆうな&小橋マリカ）
- どらごんぼんば〜ず（辰巳リカ&黒音まほ）
- BRAVE☆MATES（優宇&のどかおねえさん）
- 伊藤リスペクト軍団（伊藤麻希&瑞希）

## 歴代王者
| 歴代   | タッグチーム                                                            | 戴冠回数 | 防衛回数 | 獲得日付       | 獲得場所 （対戦相手・その他）                                                       | 出典        |
| ------ | ----------------------------------------------------------------------- | -------- | -------- | -------------- | ----------------------------------------------------------------------------------- | ----------- |
| 初代   | みらクりあんず （中島翔子&坂崎ユカ）                                    | 1        | 2        | 2017年10月14日 | ラジアントホール                                                                    | [ 1 ] [ 2 ] |
| 第2代  | NEO美威獅鬼軍 （沙希様&アズサ・クリスティ）                             | 1        | 2        | 2018年2月3日   | Coconeriホール                                                                      | [ 4 ]       |
| 第3代  | マッスルJK （才木玲佳&小橋マリカ）                                      | 1        | 1        | 2018年5月3日   | 後楽園ホール 2018年8月3日に小橋マリカが負傷のため返上                               | [ 5 ]       |
| 第4代  | マジカルシュガーラビッツ （坂崎ユカ&瑞希）                              | 1        | 6        | 2018年8月25日  | 後楽園ホール 才木玲佳&伊藤麻希                                                      | [ 6 ]       |
| 第5代  | NEO美威獅鬼軍 （沙希様&操）                                             | 1        | 4        | 2019年6月8日   | 新木場1stRing                                                                       | [ 7 ]       |
| 第6代  | 白昼夢 （辰巳リカ&渡辺未詩）                                            | 1        | 4        | 2019年11月3日  | 両国国技館                                                                          | [ 8 ]       |
| 第7代  | 爆れつシスターズ （天満のどか&愛野ユキ）                                | 1        | 2        | 2020年11月7日  | TOKYO DOME CITY HALL                                                                | [ 9 ]       |
| 第8代  | NEO美威獅鬼軍 （沙希様&メイ・サン＝ミッシェル）                         | 1        | 2        | 2021年4月17日  | 後楽園ホール                                                                        | [ 10 ]      |
| 第9代  | マジカルシュガーラビッツ （坂崎ユカ&瑞希）                              | 2        | 5        | 2021年10月9日  | 大田区総合体育館                                                                    | [ 11 ]      |
| 第10代 | 令和のAA砲 （赤井沙希&荒井優希）                                        | 1        | 3        | 2022年7月9日   | 大田区総合体育館                                                                    | [ 12 ]      |
| 第11代 | Wasteland War Party （マックス・ジ・インペイラー&ハイディ・ハウイツァ） | 1        | 3        | 2023年1月4日   | 後楽園ホール                                                                        | [ 13 ]      |
| 第12代 | 121000000 （山下実優&伊藤麻希）                                         | 1        | 0        | 2023年3月18日  | 有明コロシアム                                                                      | [ 14 ]      |
| 第13代 | マジカルシュガーラビッツ （坂崎ユカ&瑞希）                              | 3        | 1        | 2023年4月1日   | カリフォルニア州ロサンゼルス 2023年6月9日に坂崎ユカが負傷のため返上                 | [ 15 ]      |
| 第14代 | ふりーWiFi （角田奈穂&乃蒼ヒカリ）                                      | 1        | 3        | 2023年10月9日  | 東京たま未来メッセ 上福ゆき&桐生真弥 2023年12月31日に乃蒼ヒカリが体調不良のため返上 | [ 16 ]      |
| 第15代 | ユキニキ （愛野ユキ&水波綾）                                            | 1        | 0        | 2024年1月4日   | 後楽園ホール 辰巳リカ&渡辺未詩、鈴芽&遠藤有栖による3WAYタッグマッチ                 | [ 17 ]      |
| 第16代 | でいじーもんきー （鈴芽&遠藤有栖）                                      | 1        | 2        | 2024年3月31日  | 両国国技館                                                                          | [ 18 ]      |
| 第17代 | 121000000 （山下実優&伊藤麻希）                                         | 2        | 4        | 2024年9月22日  | 幕張メッセ国際展示場展示ホール6                                                     | [ 19 ]      |
| 第18代 | 享楽共鳴 （中島翔子&ハイパーミサヲ）                                    | 1        | 3        | 2025年3月16日  | 大田区総合体育館                                                                    | [ 20 ]      |